# Hand. Cannot. Erase.
Hand. Cannot. Erase. četvrti je samostalni studijski album britanskog glazbenika Stevena Wilsona. Album je 27. veljače 2015. godine objavila diskografska kuća Kscope.

## Skladanje i snimanje
Album je bio snimljen u rujnu 2014. u studiju AIR Studios u Londonu. Svi članovi koji su nastupali na prethodnom albumu ponovno se pojavljuju i na ovom uratku. Tijekom rasprave o manjku doprinosa Thea Travisa Steven Wilson opisao je album manje "džezističnim" u usporedbi s prethodnim uratkom jer je sadržavao samo nekolicinu dionica napisanih za flaute i saksofone. Wilson je također komentirao kako Hand. Cannot. Erase. više prikazuje sav različit materijal kojim se bavio na prethodnim nosačima zvuka, sadržavajući elemente elektroničke glazbe i izravne pop pjesme uz dugačke progresivnije skladbe. Uz Wilsona na albumu pjeva Ninet Tayeb, a glazba je uvelike inspirirana albumom The Dreaming Kate Bush.

## Teme i koncept
Prema Wilsonovim je riječima album bio napisan iz ženske perspektive te su koncept i priča nadahnute slučajem Joyce Carol Vincent, u kojem je stanovnica velikog grada umrla u svojem stanu i nitko je se nije sjetio preko tri godine iako je imala obitelj i prijatelje. Wilson objašnjava:
"Glavna priča ili koncept albuma – govori o ženi koja odrasta, koja odlazi živjeti u grad, vrlo je izolirana i na kraju jednoga dana nestane i nitko to ne primijeti. No ima tu još toga. Uglavnom, ono što je vrlo zanimljivo o ovoj priči jest da kad čujete takvu priču, vaša je prva reakcija 'Ah, mala stara beskućnica koju nitko ne primijećuje, nikome nije stalo do nje.' [Vincent] nije [bila takva]. Bila je mlada, bila je poznata, bila je privlačna, imala je mnogo prijatelja, imala je obitelj, ali nikome nije nedostajala preko tri godine iz tko zna kojeg razloga."

## Objava i promidžba
Album je bio pušten u prodaju u veljači 2015. godine. Bila je objavljena i njegova deluxe inačica. Wilson i njegov sastav, kako bi podržali album, otišli su na turneju po Ujedinjenom Kraljevstvu i ostatku Europe koja je trajala od ožujka do travnja 2015., a popis izvođenih pjesama "bio je baziran na novome albumu, ali bilo je i iznenadnih pjesama iz prošlosti."
U siječnju 2015. bio je objavljen kratki trailer za album uz poveznicu na blog glavnog lika albuma – povučene umjetnice koja piše o svojoj zainteresiranosti ljudima koji nestanu, kao i o svojem talentu skrivanja u javnosti. Glazbeni spot za pjesmu "Perfect Life" bio je objavljen 4. veljače 2015. na službenom YouTube kanalu Stevena Wilsona.

## Popis pjesama
Tekstovi i glazba: Steven Wilson. 
| 1.    | »First Regret« (instrumental)         | 2:01  |
| 2.    | »3 Years Older«                       | 10:18 |
| 3.    | »Hand Cannot Erase«                   | 4:17  |
| 4.    | »Perfect Life«                        | 4:46  |
| 5.    | »Routine«                             | 8:58  |
| 6.    | »Home Invasion«                       | 6:24  |
| 7.    | »Regret #9« (instrumental)            | 5:00  |
| 8.    | »Transience«                          | 2:43  |
| 9.    | »Ancestral«                           | 13:30 |
| 10.   | »Happy Returns«                       | 6:00  |
| 11.   | »Ascendant Here On...« (instrumental) | 1:54  |
| 65:44 |                                       |       |

## Recenzije
Hand. Cannot. Erase. dobio je pohvale kritičara. Metacritic, stranica koja zbraja ocjene recenzija, dodijelila je albumu ocjenu 89 od 100, označivši "univerzalno priznanje". The Guardian je dodijelio albumu pet zvjezdica i nazvao ga "pametnim, duševnim i prožimajućim umjetničkim djelom". Časopis Eclipsed opisao je nosač zvuka "još jednim sjajnim draguljem u diskografiji Stevena Wilsona. Moderan, zastrašujuć, odličan!" Metal Hammer dodijelio je Hand. Cannot. Eraseu. ocjenu 6/7 i nazvao ga "još jednim remek-djelom". Američka web-stranica FDRMX dodijelila je albumu ocjenu 4.8/5 i izjavila da "Hand. Cannot. Erase. potpuno zaokuplja vašu pažnju od početka do posljednje note, a to je znak izvrsnog albuma".
All About Jazz nagradio je Hand. Cannot. Erase. s pet zvjezdica i komentirao: "Kao netko tko je sposoban snimiti pristupačne skladbe koje su istovremeno u glazbenom i tekstualnom smislu prepune detalja i povremeno složene — Wilson ne radi nikakve kompromise u onome što čini". Još jedna se recenzija s pet zvjezdica pojavila u ožujnom izdanju časopisa Record Collector, koji je pohvalio "očaravajuću dirljivost i bolnu ljepotu" nosača zvuka.
Njemački je časopis Visions izjavio da je Hand. Cannot. Erase. "The Wall generacije Facebooka".

## Zasluge
Steven Wilson
- Steven Wilson – melotron (na pjesmama 1–10), klavijature (na pjesmama 1, 2, 4, 6, 7 i 8), gitara (na pjesmama 2–10), bas-gitara (pjesme 1, 2 i 5–7), bendžo (na pjesmi 7), dulcimer (na pjesmi 9), programiranje (na pjesmama 1–5, 9 i 10), shaker (na pjesmama 3, 5 i 6), efekti (na pjesmama 1, 2, 4, 5 i 9–11), vokali, produkcija, aranžman, dizajn ilustracija
- Guthrie Govan – gitara (na pjesmama 1, 2, 6, 7, 9 i 10), solo gitara (na pjesmama 5 i 7)
- Nick Beggs – bas-gitara (na pjesmama 3 i 9), Chapman Stick (na pjesmama 4, 6, 7 i 10), prateći vokali (na pjesmama 2, 4–6, 9 i 10)
- Adam Holzman – klavir (na pjesmama 1–3, 5–7 i 9–11), Hammond orgulje (na pjesmama 1–3, 5–7, 9 i 10), čelesta (na pjesmama 3, 5 i 9), Rhodesov klavir (na pjesmama 3, 4, 6 i 9), Wurlitzerov električni klavir (na pjesmi 7), sintesajzer Minimoog Voyager (na pjesmi 7)
- Marco Minnemann – bubnjevi (na pjesmama 2–7 i 9)

Dodatni glazbenici
- Dave Gregory – gitara (na pjesmama 2, 3 i 10)
- Chad Wackerman – bubnjevi (na pjesmi 10)
- Ninet Tayeb – vokali (na pjesmama 5 i 9)
- Theo Travis – flauta i saksofon (na pjesmi 9)
- Katherine Jenkins – recitacija (na pjesmi 4)
- Leo Blair – vokali (na pjesmi 5)
- Schola Cantorum of the Cardinal Vaughan Memorial School – zborski vokali (na pjesmama 5, 10 i 11)
- London Session Orchestra – gudački instrumenti (na skladbama 9 i 10)

Ostalo osoblje
- Dave Stewart — aranžman
- Steve Price – inženjer zvuka gudačkih glazbala
- Laurence Anslow – inženjer zvuka
- Steve Orchard – inženjer zvuka
- Lasse Hoile — ilustracije, fotografija
- Hajo Mueller  — ilustracije
- Carl Glover – dizajn, omot albuma